# Rosa Sjanina
Seniorsergent Rosa Jegorovna Sjanina (ru. Роза Егоровна Шанина, født 1924, Jedma, Arkhangel oblast, død 28. januar 1945, Østpreussen) var en sovjetisk skarpskytte under anden verdenskrig. Hun var ansvarlig for 54 bekræftede drab, herunder 12 under slaget om Vilnius 
Sjanina havde lysebrunt hår og blå øjne. Efter pædagoguddannelse blev hun børnehavelærer og efter militærtræning kom hun på skarpskytteskole i Podolsk. Den 22. juni 1943 blev Sjanina indrulleret i Den Røde Hær og hun sluttede sig den 2. april 1944 til den 184. Riffeldivision, hvor en separat kvindelig skarpskyttedeling blev oprettet. Da en bataljonskommandant på et tidspunkt beordrede hende tilbage til bagtroppen, svarede hun "Jeg vender tilbage efter slaget". Sjanina døde i kamp nær gården Rikhau. Hendes krigsdagbog og flere breve er udgivet.
Sjanina havde fire brødre, men kun én overlevede krigen.
Sjanina modtog 3. og 2. klasse af hædersordenen Орден Славы og tapperhedsmedaljen Медаль "За Отвагу" .